# 村瀬庫次
村瀬 庫次（むらせ くらじ、1866年7月7日（慶応2年5月25日） - 1921年（大正11年）5月2日）は、日本の政治家、衆議院議員（2期）。

## 経歴
尾張国丹羽郡小折村(のち愛知県丹羽郡布袋町、現・江南市)出身。漢学を学ぶ。実業界に身を投じ、愛北物産(資)社長、名古屋米商会所肝煎、(株)鉄道車両製造所取締役、(株)名古屋商品取引所理事長、(株)丹葉銀行副頭取、丹羽郡所得税調査委員となる。
1898年3月の第5回衆議院議員総選挙において愛知4区から無所属で立候補して当選する。1898年8月の第6回衆議院議員総選挙では日吉俱楽部公認で立候補して当選した。衆議院議員を2期務め、1902年の第7回衆議院議員総選挙で落選した。1921年に死去した。